# Arcina
Arcina är ett släkte av fjärilar. Arcina ingår i familjen mätare.
Kladogram enligt Catalogue of Life:
| Arcina | \| \| Arcina argyritis \| \| \| \| \| \| Arcina fulgorigera \| \| \| \| |
|        | \| \| Arcina argyritis \| \| \| \| \| \| Arcina fulgorigera \| \| \| \| |
|        | Arcina argyritis                                                        |
|        |                                                                         |
|        | Arcina fulgorigera                                                      |
|        |                                                                         |